# Hamidou Traoré
Hamidou Traoré là một cầu thủ bóng đá Mali, thi đấu ở vị trí tiền vệ cánh cho Karabüspor.
Anh là một thành viên của Đội tuyển bóng đá quốc gia Mali.